# Ramaz Sengelija
Ramaz Sengelija (grúzul: რამაზ შენგელია; Kutaiszi, 1957. január 1. – Tbiliszi, 2012. június 21.) grúz származású szovjet válogatott labdarúgó.

## Pályafutása

### Klubcsapatban
Kutaisziben született és itt is kezdte pályafutását 1968-ban a Torpedo Kutaiszi csapatánál. Az első csapathoz 1973-ban került fel, ahol négy évet töltött és ezalatt 75 mérkőzésen 29 alkalommal volt eredményes. 1977-ben a Dinamo Tbiliszihez került. Új csapatában hamar megtalálta a helyét, mellyel 1978-ban szovjet bajnoki címet szerzett. Még ugyanebben az évben megválasztották az év labdarúgójának a Szovjetunióban. Az 1980–81-es szezon volt pályafutása legsikeresebb idénye. Megnyerték a kupagyőztesek Európa-kupáját, miután a döntőben legyőzték a Carl-Zeiss Jena együttesét, újból megválasztották az év labdarúgójának és a szovjet bajnokság gólkirályi címét is megszerezte. Az 1981–82-es KEK-sorozatban az elődöntőig jutottak. A sorozat alatt hat gólt szerzett, ezzel ő lett a legeredményesebb játékos.

### A válogatottban
1979 és 1983 között 26 alkalommal szerepelt a szovjet válogatottban és 10 gólt szerzett. Részt vett az 1982-es világbajnokságon.

## Sikerei, díjai
Dinamo Tbiliszi
- Szovjet bajnok (1): 1978
- Szovjet kupa (1): 1979
- Kupagyőztesek Európa-kupája (1): 1980–81

Szovjetunió U21
- U21-es Európa-bajnok (1): 1980

Egyéni
- Az év szovjet labdarúgója (2): 1978, 1981
- A szovjet bajnokság gólkirálya (1): 1981 (23 gól)
- A kupagyőztesek Európa-kupájának gólkirálya (1): 1981–82 (6 gól)

## Külső hivatkozások
- Ramaz Sengelija adatlapja a National-Football-Teams.com oldalon (angolul)

- Ramaz Sengelija. eu-football.info
- Ramaz Sengelija (orosz nyelven). rusteam.permian.ru